# Turbina
Trabalhador que instala uma lâmina 
de turbina em um rotor de turbina 
a vapor sendo montado em uma 
fábrica da Siemens na Alemanha.
Uma turbina é um mecanismo que capta e converte a energia mecânica e térmica contida em um fluido em trabalho de eixo.
Os principais tipos encontrados são:
- Turbinas a vapor
- Turbinas a gás
- Turbinas hidráulicas
- Turbinas aeronáuticas
- Turbinas eólicas

A forma construtiva básica é a mesma para todos os tipos: um rotor dotado de um certo número de pás ou palhetas ligado a um eixo que gira sobre um conjunto de mancais de deslizamento ou mancais de pastilha (mancais de rolamento, por questões de durabilidade não são usados).
As turbinas podem ser usadas para movimentar um outro equipamento mecânico rotativo, como uma bomba, compressor ou ventilador, ou podem ser usadas para a geração de eletricidade, e nesse caso são ligadas a um gerador. Também têm aplicação na propulsão naval e aeronáutica.
Todos os tipos podem ter uma rotação fixa ou variável, dentro de uma determinada faixa. Contudo, quando são usadas para geração de energia elétrica a rotação costuma ser mantida num valor fixo para manter a frequência da rede constante.
A principal diferença entre os diversos tipos é o fluido de trabalho. Em decorrência disso, é claro, há outras, tais como a temperatura máxima de operação, a potência máxima, a vazão mássica de fluido, a pressão de trabalho, os detalhes construtivos e as dimensões.
As maiores já construídas em termos de dimensões são as turbinas hidráulicas; as que trabalham a maiores temperaturas são as turbinas a gás, e as que são submetidas a maior pressão são as turbinas a vapor.
Todos os tipos possuem aplicação em uma ampla faixa de potência, que pode variar de 300 kW, para acionamento de ventiladores, até 1200 MW, estas últimas em instalações nucleares.
As turbinas tem 2 aspectos principais que as caracterizam:
- Potência
- Eficiência

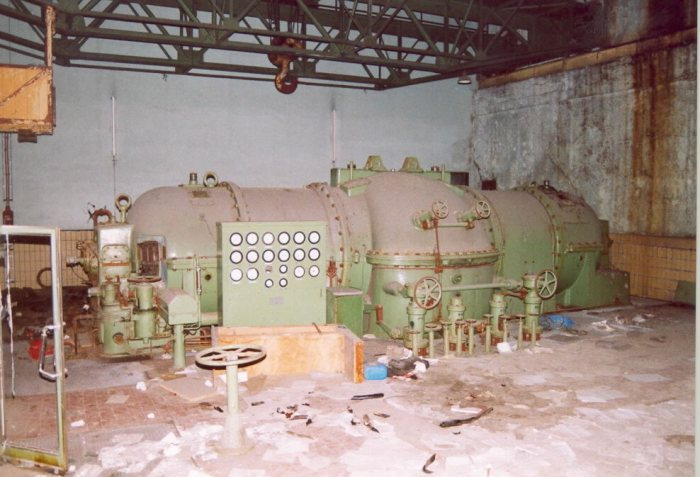
Turbina Ljungström a vapor.
Motor rotativo de combustão interna  "quasiturbine".
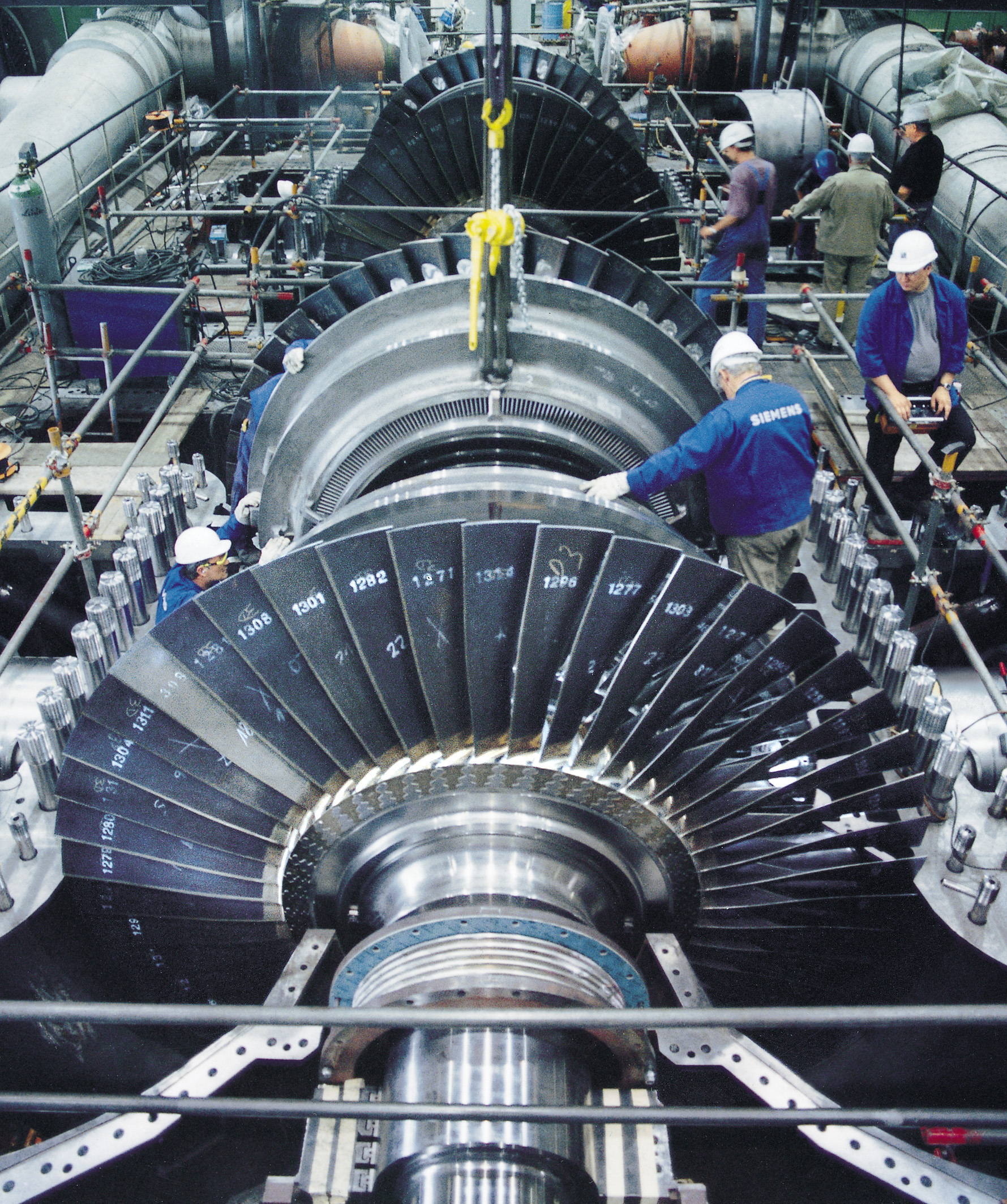
Montagem de uma turbina a vapor produzida pela Siemens.